# Kinderzahnpasta
Kinderzahncreme, auch Kinderzahnpasta, ist eine speziell für Säuglinge und Kinder bis zu einem Alter von zwölf Jahren entwickelte Paste bzw. Creme zur mechanischen Befreiung der Zähne von Plaque (Zahnbelag) mittels einer Zahnbürste, zur Reinigung und Pflege des Mundraumes von Bakterien und somit zum Schutz der Zähne vor kariösem Befall (siehe Artikel Zahnpasta).

## Unterschiede zu herkömmlichen Zahnpasten
Zahnpasten für Kinder unterschieden sich hauptsächlich durch die Inhaltsstoffe von herkömmlichen, für die Reinigung der Zähne Erwachsener angebotenen Zahnpasten. Unterschieden wird prinzipiell zwischen „Kinder“-Zahnpasten (bis zu einem Alter von etwa sechs Jahren, Durchbruch der ersten bleibenden Zähne) und „Junior“-Zahnpasten (bis zu einem Alter von zwölf Jahren).
Fluorid, ein wesentlicher Bestandteil vieler Zahnpasten, welches als Mineralstoff zum Mineralstoffausgleich des durch kariösen Befall geschädigten Zahnschmelzes dient und somit zum Schutz der Zähne verwendet wird, findet sich in „Kinder“-Zahnpasten, in reduzierter Konzentration von ca. 500–1000 ppm (parts per million, Teile einer Million) und in „Junior“-Zahnpasten bis zu einer Konzentration von ca. 1400 ppm wieder (zum Vergleich: herkömmliche Zahnpasten für Erwachsene weisen üblicherweise einen Fluoridgehalt von ca. 1500 ppm auf).
Des Weiteren weisen Kinderzahnpasten oftmals weniger Schleifpartikel zur Erzeugung eines mechanischen Abriebs an der Zahnoberfläche auf, da ein zu hoher Abrieb des kindlichen, weichen Zahnschmelzes zu gesundheitlichen Problemen führen kann. Kinderzahnpasten sind oftmals in milden, unter Kindern eher beliebten Geschmacksrichtungen, wie Erdbeere oder Kirsche erhältlich. Auf den Einsatz scharfer ätherischer Öle zum Erzeugen eines Gefühls der „Frische“, bzw. zur unterstützenden Desinfektion wie Pfefferminzöl oder auf den Einsatz von beispielsweise Eukalyptusextrakt wird in der Regel verzichtet.

## Fluoridreduktion
Diskussionen zur gesundheitsschädigenden Wirkung von Fluorid in Kinderzahnpasten
Die Fluoridreduktion basiert auf Empfehlungen für die Aufnahme von Fluorid für Kinder und Säuglinge, aber auch auf der allgemeinen wissenschaftlichen Erkenntnis, dass zu hohe Fluoridkonzentrationen zu ästhetischen und gesundheitlichen Beeinträchtigungen, wie beispielsweise weiße Schmelzflecken auf der Zahnoberfläche, oder gar zu Vergiftungen des Organismus durch die Wirkung von Fluoridverbindungen als Kumulationsgifte führen können. Insbesondere die zusätzliche Aufnahme von Fluorid bei Kindern kann deren sich im Wachstum befindlichen Organismus stören. Auf den Tuben der Pasten selbst sind Hinweise auf die Verwendung und Dosis der sich darin befindlichen Paste gedruckt, die insbesondere auf eine mögliche Überdosierung des Mittels bei Kleinkindern hinweisen.
Die zusätzliche Aufnahme von Fluorid durch Säuglinge und Kinder ist ein in der Vergangenheit oftmals kontrovers diskutiertes Thema. Kritiker raten strikt von der künstlichen Aufnahme von Fluorid bei Kindern und Säuglingen ab, indem sie Fluorid gar eine neurotoxische Wirkung zuschreiben. Wissenschaftler neuronaler Studien betreffend neuronale Entwicklungsstörungen bedingt durch Gifte, geben an, dass eine Wahrscheinlichkeit auf Neurotoxizität von Fluorid, insbesondere bei hohen Dosen der Aufnahme, trotz der fördernden Wirkung des Spurenelements auf Gewebe, nicht negiert werden kann. Befürworter weisen auf die schützende Wirkung von Fluorid auf den Zahnschmelz hin und sehen eine Fluoridierung der Zähne als unerlässlichen Prozess für die Kariesprophylaxe.